# Бовище
Бови́ще (Бовища) — колишнє село в Україні Поліського району Київської області, що знято з обліку у зв'язку з відселенням мешканців унаслідок аварії на ЧАЕС.
Село розміщується за 35 км від колишнього районного центру Поліське (Хабне) і за 5 км від залізничної станції Товстий Ліс.
Перша згадка про хутір Бовище датується 1900 роком. У хуторі, що належав Річарду Нарцизовичу Зельонко, було 12 дворів та мешкало 42 особи. Селяни займалися хліборобством. 1935 року на хуторі було вже 43 двори.
Село в усі часи мало вигляд однієї, витягнутої на 2 км вздовж лісу, вулиці. Підпорядковувалося Луб'янській сільській раді Поліського району. У 1980-х роках, напередодні аварії на ЧАЕС, тут мешкало близько 230 осіб. Евакуйовано 7 травня 1986 року. На момент евакуації кількість населення становило 123 особи, 60 господарств, жителів села було переселено до села Хоцьки.
Село було виселене у 1986 році внаслідок сильного радіаційного забруднення 1986 року та офіційно зняте з обліку 1999 року через відсутність населення.
Після Чорнобильської катастрофи село увійшло до 10-кілометрової зони відчуження.
Частина території села згоріла під час лісових пожеж у 2020 році.
З лютого по квітень 2022 року село було окуповане російськими військами внаслідок вторгнення 2022 року.